# Клинівка
Кли́нівка (до 1948 року — Кісек-Аратук, крим. Aratuq) — село Сімферопольського району Автономної Республіки Крим.

## Опис
Відстань від райцентру до населеного пункта становить 10 кілометрів по прямій.
Село розташоване в центрі району, в першому поздовжньому зниженні Внутрішньої гряди Кримських гір, на струмку Чешмеджі, лівій притоці Салгира, приблизно в 12 кілометрах (по шосе) на південний схід від Сімферополя.
Клинівка налічує 18 вулиць, 5 провулків, близько 60 дворів, площа село 148,4 гектара, за даними сільради на 2009 рік у ньому значилося 135 мешканців.

## Історія
В часи Кримського ханства село входило у Салгирский кадилик Акмечетского каймаканства. Вперше задокументовано у У Камеральному Описі Криму… 1784 року.
До депортації кримських татар існувало три села: Біюк-Аратук, Кісек-Аратук (з поселень Ашага-Кесек-Аратук, Джума-Кесек-Аратук та Кир-Кесек-Аратук) і Джалман-Аратук. У 1948 році Кісек-Аратук перейменували у Клинівку, у неї ж війшли частини села Біюк-Аратук, а село Джалман-Аратук припинило існування.